# Diecezja Gary
Diecezja Gary (łac. Dioecesis Gariensis, ang. Diocese of Gary) jest diecezją Kościoła rzymskokatolickiego w metropolii Indianapolis w Stanach Zjednoczonych. Swym zasięgiem obejmuje północno-zachodnią część stanu Indiana. 

## Historia
Diecezja została kanonicznie erygowana 10 grudnia 1956 roku przez papieża Piusa XII. Wyodrębniono ją z ówczesnej diecezji Fort Wayne. Pierwszym ordynariuszem został kapłan diecezji Fort Wayne Andrew Gregory Grutka (1908-1993). 

## Ordynariusze
- Andrew Gregory Grutka (1956–1984)
- Norbert Felix Gaughan (1984–1996)
- Dale Melczek (1996–2014)
- Donald Hying (2014–2019)
- Robert McClory (od 2019)